# Pauline Oberdorfer Minor
Pauline Oberdorfer Minor (c. 1885–23 de enero de 1963) fue una profesora, cantante y compositora estadounidense que fue una de las 22 fundadoras de la hermandad Delta Sigma Theta.

## Trayectoria
Oberdorfer nació alrededor de 1885 en Charlottesville, Virginia. Su madre trabajaba como lavandera. Ella fue enviada a continuar su educación en Filadelfia, Pensilvania, y fue criada por sus tíos.
En 1910, se graduó en la Philadelphia High School for Girls. Como miembro de la Iglesia Bautista de la Unión en Filadelfia, cantó en el coro y por influencia del decano del Howard Teacher's College, Lewis B. Moore, obtuvo una beca de la iglesia para asistir a la Universidad Howard. 

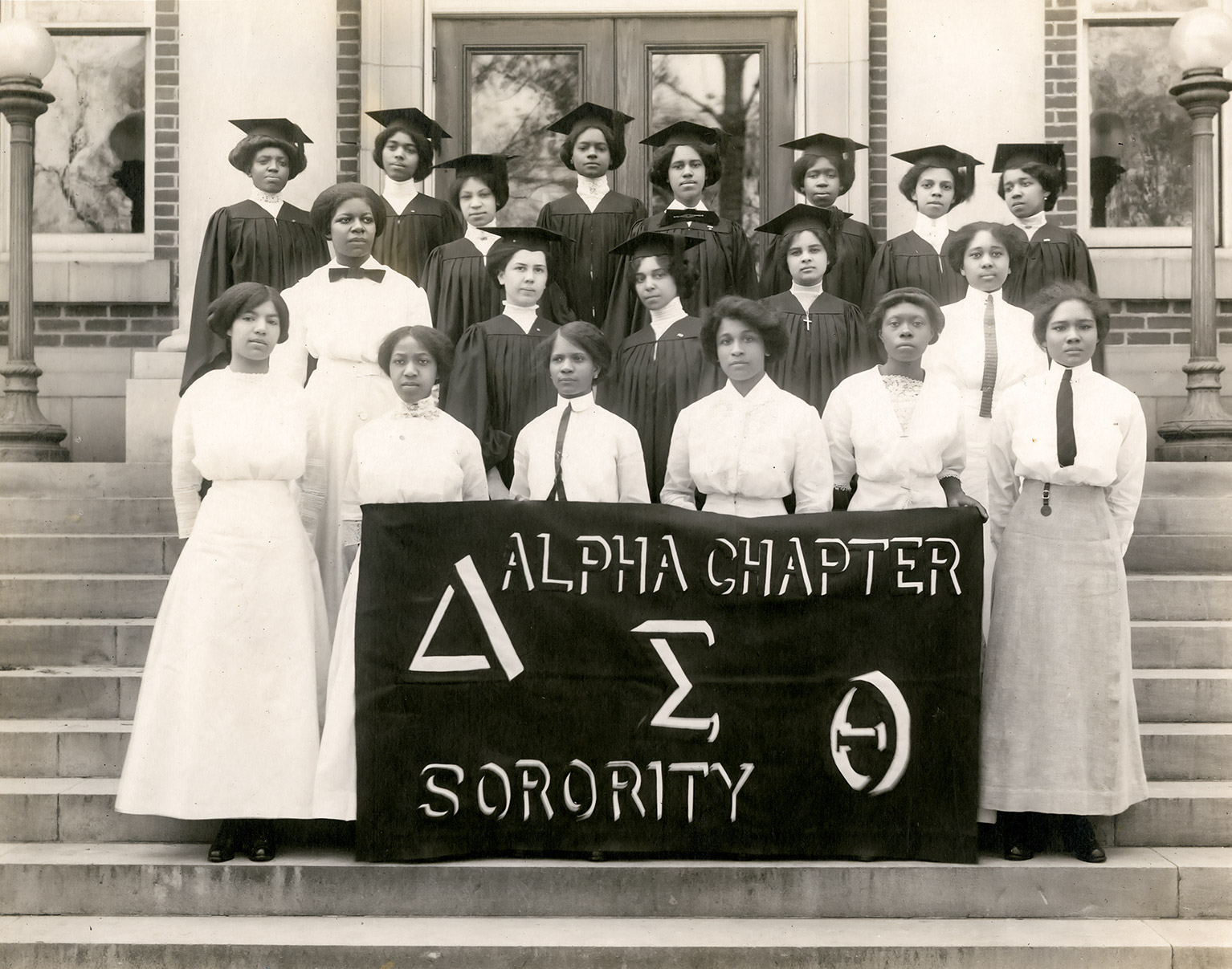
Oberdorfer Minor (fila del medio, izquierda) junto con las otras 18 fundadoras de Delta Sigma Zeta en 1913

En Howard, Oberdorfer, junto con otras estudiantes, cofundó la hermandad Delta Sigma Zeta el 13 de enero de 1913. Fue la primera tesorera del Capítulo Alpha. Se desempeñó como presidenta del Club de Maestros en Howard durante un año y sus logros fueron destacados en la revista Crisis de la National Association for the Advancement of Colored People (NAACP) editada por W. E. B DuBois. Tras graduarse como Valedictorian de la clase de 1914, siguió una carrera docente en Pensilvania, Alabama y Carolina del Sur.
Oberdorfer también emprendió una carrera como recitalista mezzosoprano y compositora de espirituales. Su libro, Soul Echoes, incluye cuarenta de sus composiciones, entre ellas Get Off the Judgement Seat  y My Lord Is a Refuge.
Casada y divorciada con Minor, murió el 23 de enero de 1963. Trabajaba como ama de llaves cuando murió y fue enterrada en una fosa común junto a otras tres personas en el cementerio Eden en Collingdale, Pensilvania.

## Legado

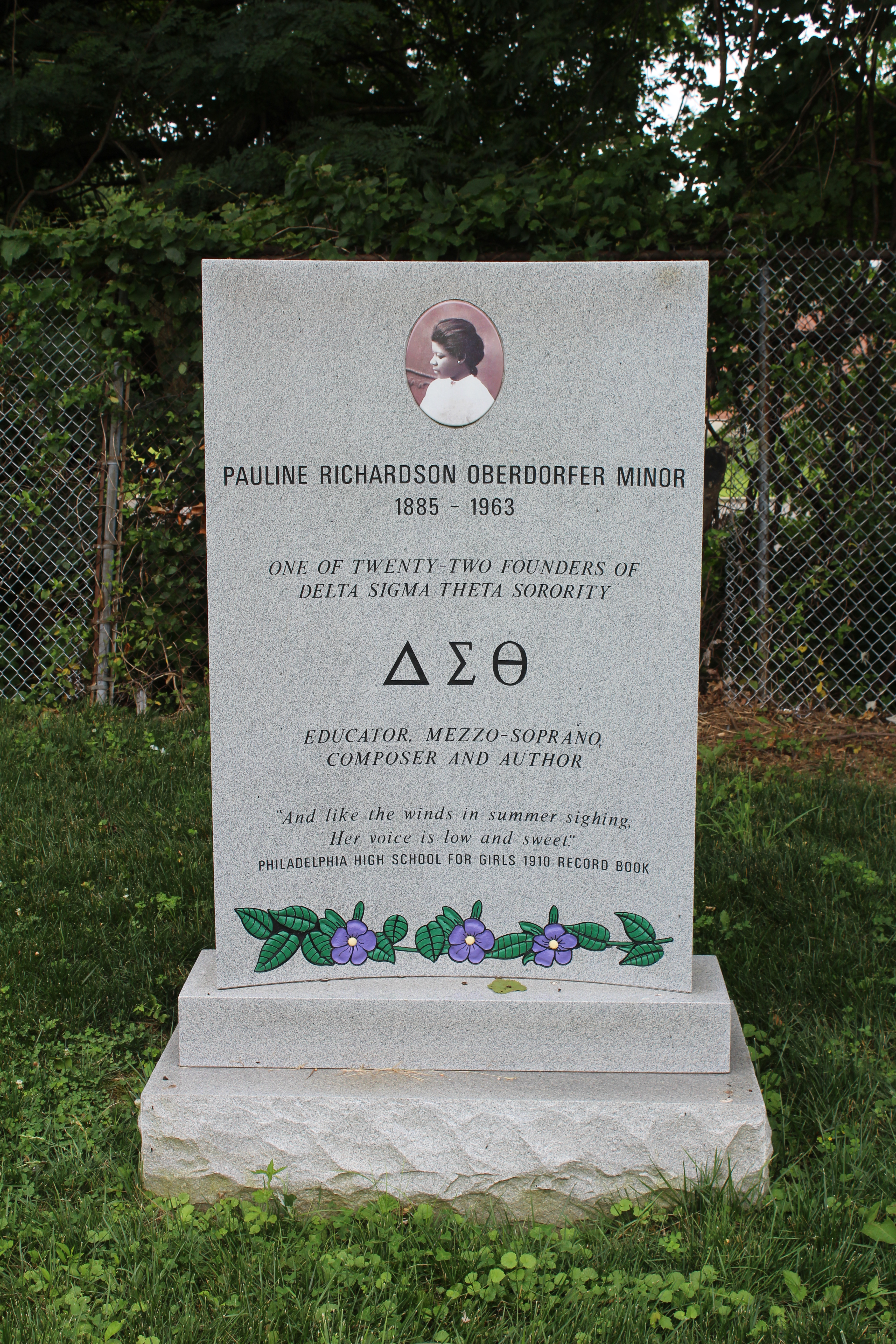
Lápida en el cementerio Eden

En 2015, exalumnas de Filadelfia de la hermandad Delta Sigma Theta erigió un monumento a Oberdorfer Minor en el cementerio Eden.
Se establecieron con su nombre una beca para la Philadelphia High School for Girls y una pasantía universitaria en Charlottesville, Virginia.